# Nazionale maschile di rugby a 13 dell'Irlanda
La nazionale di rugby a 13 dell'Irlanda è la selezione che rappresenta l'isola d’Irlanda a livello internazionale nel rugby a 13. L'inno cantato prima di ogni partita è Ireland's Call.
Sebbene i giocatori irlandesi abbiano dapprima iniziato a giocare a livello internazionale vestendo la maglia della Gran Bretagna, e talvolta anche quella della selezione "Altre Nazionalità", il debutto della prima nazionale irlandese risale alla partita organizzata negli Stati Uniti in occasione della Festa di San Patrizio del 1995 e vinta 24-22 contro i padroni di casa.
L'Irlanda partecipa regolarmente alla Coppa d'Europa e ha anche partecipato a quattro edizioni della Coppa del Mondo di rugby a 13 ottenendo come migliore risultato il raggiungimento dei quarti di finale nel 2008 (sconfitta 30-14 contro le Figi).
La nazionale irlandese è principalmente costituita da giocatori provenienti dalla Super League ai quali si aggiungono talvolta altri giocatori provenienti dalla National Rugby League dell'Australasia.